# Ectomicrus setosus
Ectomicrus setosus là một loài bọ cánh cứng trong họ Cerylonidae. Loài này được Sharp miêu tả khoa học năm 1885.